# Ilaria illumidens
Ilaria illumidens — вид сумчастих, що належить до пізнього олігоцену. Назва «illumidens» пов'язана з латинськими словами «освітлювати» й «зуб». Вид відомий за нижньою частиною черепа, фрагментами нижніх щелеп, уламками черепної коробки, хребцями, шматочками лопатки, ребер і кінцівок. Ilaria illumidens мав розміри теля й харчувався листям. Цей вид відрізняється від Ilaria lawsoni відносно малими другими й третіми різцями, малими молярами й відносно простим орнаментом на молярах.